# Abdallah Imamo
Abdallah Imamo, né le 19 avril 1993 à Savigny-le-Temple, est un footballeur international comorien qui évolue au poste de défenseur latéral gauche.

## Biographie

### En club
Après avoir grandit au Comores jusqu'à l'âge de neuf puis en région parisienne Abdallah Imamo où il débute le football au Mée-sur-Seine, sa famille s'installe près de Dijon en juillet 2014 et il signe en championnat départemental sous les couleurs du CO Savigny avant de jouer pour l'AS Quetigny qui évolue au plus haut niveau régional. 
Il y fait ses preuves et signe en 2016 au Is-Selongey Football qui évolue en National 2. 
En 2017, il signe en faveur du JA Drancy et où il passe deux saisons et connaît la montée en National dès sa première saison en terminant champion de National 2. Toujours titulaire à l'échelon supérieur, il marque ses premiers buts professionnel lors de trois victoires contre l'AS Lyon-Duchère, l'Entente SSG et le FC Chambly mais il ne peut empêcher le club de terminer dernier et relégué en N2.
En 2020, il signe en première division bulgare sous les couleurs du PFK Tcherno More son premier contrat professionnel mais n'y reste que six mois, ne prenant part à aucun match avec l'équipe première avant de terminer la saison à l'Unió Esportiva Sant Julià en Andorre.
Il revient en France en 2021, en National 3, pour s'engager avec le FC Gueugnon   avant de jouer la saison suivante avec le Jura Dolois Football puis le CA Pontarlier.

### En sélection
En novembre 2016, il est appelé en sélection national du Comores. Il passe en deux ans du niveau départemental à la sélection nationale de son pays. Remplaçant, il entre en jeu contre le Togo lors d'un match amical pour sa première sélection. 
Il est de nouveau appelé en sélection pour participer à la Coupe COSAFA 2018 où il est titulaire lors de deux rencontres avant de jouer un match amical l'année suivante contre la Côte d'Ivoire.

## Liste des matches internationaux
| Matches internationaux de Rafidine Abdullah | Matches internationaux de Rafidine Abdullah | Matches internationaux de Rafidine Abdullah   | Matches internationaux de Rafidine Abdullah | Matches internationaux de Rafidine Abdullah | Matches internationaux de Rafidine Abdullah | Matches internationaux de Rafidine Abdullah     |
|                                             | Date                                        | Lieu                                          | Adversaire                                  | Résultat                                    | Compétition                                 | Notes                                           |
| ------------------------------------------- | ------------------------------------------- | --------------------------------------------- | ------------------------------------------- | ------------------------------------------- | ------------------------------------------- | ----------------------------------------------- |
| 1.                                          | 11 novembre 2016                            | Stade olympique d'El Menzah, Tunis, Tunisie   | Togo                                        | 2 – 2                                       | Match amical                                | Entre en jeu à la place de Youssouf M'Changama. |
| 2.                                          | 27 mai 2018                                 | Stade Peter-Mokaba, Polokwane, Afrique du Sud | Seychelles                                  | 1 – 1                                       | Coupe COSAFA 2018                           | Titulaire.                                      |
| 3.                                          | 29 mai 2018                                 | Seshego Stadium, Seshego, Afrique du Sud      | Mozambique                                  | 3 - 0                                       | Coupe COSAFA 2018                           | Titulaire.                                      |
| 4.                                          | 7 juin 2019                                 | Stade olympique, El Menzah, Tunisie           | Côte d'Ivoire                               | 3 - 1                                       | Match amical                                | Entre en jeu à la place de Youssouf M'Changama. |

## Palmarès
Il est champion de National 2 en 2018 avec le JA Drancy.